# Monasterio de Santa María de la Armedilla
El monasterio de Santa María de la Armedilla fue un monasterio de la Orden de San Jerónimo, hoy en ruinas, a unos 3,8 km de Cogeces del Monte (provincia de Valladolid, España).

## Historia
El descubrimiento casual por unos pastores, en una cueva excavada en la roca de la imagen de la Virgen María, da lugar a un culto mariano en el lugar y la construcción del monasterio, favorecido por las facilidades construcción por la proximidad de canteras y yeserías en la zona y la garantía del abastecimiento del agua.
Se conserva una imagen de la Virgen románica de finales del siglo XII, en la iglesia parroquial de Cogeces.
Realmente no se tienen noticias de este conjunto hasta principios del siglo XV, cuando el señor de Cuéllar, el infante D. Fernando de Antequera, propuso su donación a los monjes de la Mejorada de Olmedo para que fundaran allí un monasterio Jerónimo, auspiciando las obras que en su mayor parte, configuran el espacio y los edificios que han llegado arruinados hasta nuestros días. 
Es en el siglo XVI cuando se llevan a cabo las obras más significativas, la construcción de la iglesia Jerónima, de la que se conserva una interesante portada plateresca en la Casa de Cervantes de Valladolid, el levantamiento del claustro con tres alturas y demás dependencias monacales, completándose el complejo, con la reforma de un palacio, como residencia temporal para los señores de Cuéllar, los Duques de Alburquerque, gozando durante siglos del patronato del monasterio.
La vida del monasterio fue muy activa entre desde siglo XV hasta el XIX, las obras y reformas fueron continuas, introduciéndose cambios en altura y extensión, una notable red de abastecimiento de agua a través de atarjeas y canales de barro cocido, que permitían a través de las diferentes terrazas y con la altura del arca de captación, que las celdas dispusieran de agua corriente.
A partir de la segunda década del siglo XIX, se inicia con la desamortización la decadencia del monasterio, su abandono y deterioro progresivo. La propiedad pasa a manos particulares, llegándose a utilizar como cantera. 

### Actualidad
En la actualidad, son visibles las fábricas de la nave de la iglesia sin cubrir, muros y restos del claustro, bodegas y cisternas. Permanecen restos de la primera construcción medieval y huellas y trazas de las dependencias del palacio y del monasterio.
La iglesia mantiene la planta de cruz latina con una única nave y cabecera de tramo recto, los restos de los arranques de los nervios de la bóveda estrellada que la cubría, propia de un gótico tardío, la espadaña, y las ruinas del claustro, que presumiblemente tuviera tres alturas. El muro norte del conjunto se levanta mirando al valle donde se encontraba la huerta del convento, y los restos de la cerca de la huerta que bajaba hasta el arroyo.
El monasterio poseía elementos extramuros de los que solo queda su traza, como el antiguo horno, el palomar y el edificio de novicios.